# Lago Jotón
El lago Jotón (en mongol: Хотон нуур) es un lago de agua dulce situado en el parque nacional Altái Tavan Bogd en la provincia de Bayan-Ölgiy, en Mongolia occidental.

## Geografía
Se halla a los pies de los montes Altái, cerca de la frontera china, a unos dos mil metros sobre el nivel de mar. Lo nutren el río Juitén por el este, además de otros por el norte. Tiene una superficie de unos cincuenta kilómetros cuadrados y es el vigésimo sexto por extensión del país. Tiene una profundidad máxima de 8,58 metros. En él viven numerosos peces.